# Cervantes, Western Australia
Cervantes är en ort i Australien. Den ligger i kommunen Dandaragan och delstaten Western Australia, omkring 180 kilometer nordväst om delstatshuvudstaden Perth. Antalet invånare är 505.
Trakten runt Cervantes är nära nog obefolkad, med mindre än två invånare per kvadratkilometer.. 
Omgivningarna runt Cervantes är huvudsakligen savann. Genomsnittlig årsnederbörd är 632 millimeter. Den regnigaste månaden är juli, med i genomsnitt 125 mm nederbörd, och den torraste är december, med 12 mm nederbörd.